# Hemiphyllodactylus banaensis
Espèce
Hemiphyllodactylus banaensis est une espèce de geckos de la famille des Gekkonidae.

## Répartition
Cette espèce est endémique de la municipalité de Đà Nẵng au Viêt Nam.

## Description
Hemiphyllodactylus banaensis présente une longueur maximale sans la queue de 48,2 mm pour les mâles et de 51,0 mm pour les femelles.

## Systématique
Le nom valide complet (avec auteur) de ce taxon est Hemiphyllodactylus banaensis Ngô (d), Grismer, Pham (d) & Wood (d), 2014,.

### Étymologie
Son nom d'espèce, composé de bana et du suffixe latin -ensis, « qui vit dans, qui habite », lui a été donné en référence au lieu de sa découverte, le mont Bà Nà dans la province de Quảng Nam.

### Publication originale
- (en) Ngô Văn Trí, Larry Lee Grismer, Pham Hong Thai et =Perry L. Wood Jr, « A new species of Hemiphyllodactylus Bleeker, 1860 (Squamata: Gekkonidae) from Ba Na–Nui Chua Nature Reserve, Central Vietnam », Zootaxa, Auckland, vol. 3760, no 4,‎ février 2014, p. 539–552 (ISSN 1175-5326, e-ISSN 1175-5334, DOI 10.11646/zootaxa.3760.4.3, lire en ligne, consulté le 4 novembre 2024).